# Loick Essien
Loick Essien (ur. 29 kwietnia 1990 w Wielkiej Brytanii) – piosenkarz R&B, autor tekstów oraz tancerz o ghańsko-nigeryjskim pochodzeniu. Swoją karierę rozpoczął gościnnym występem w singlu rapera Chipmunka pt. "Beast". Jego debiutancki album Identity został wydany w 2011 roku. 

## Kariera
Essien rozpoczął karierę muzyczną w 2008 roku, gdy pojawił się w singlu "Beast" Chipmunka. Wydany 8 października 2008 r., zadebiutował na #181 UK Singles Chart, później został dołączony do albumu I Am Chipmunk. Essien wystąpił gościnnie z Bashy'm w singlu promującym jego album "When The Sky Falls". 12 października 2010, Essien wydał debiutancki singiel "Love Drunk", który znalazł się na #57 listy przebojów w Wielkiej Brytanii. W lutym 2011 potwierdzono, że album Identity będzie miał premierę jeszcze w tym roku. Drugi singiel wydany 6 lutego 2011 nosi tytuł "Stuttering". W piosence gościnnie wystąpiła grupa N-dubz, jednak w teledysku pojawili się tylko Dappy oraz Fazer. Dotarł do pierwszej 40 UK Singles Chart. Kolejnym singlem jest "How We Roll" nagrany z Tanyą Lacey. Premiera planowana jest na 3 lipca 2011.